# Nesidiochernes scutulatus
Nesidiochernes scutulatus är en spindeldjursart som beskrevs av Beier 1969. Nesidiochernes scutulatus ingår i släktet Nesidiochernes och familjen blindklokrypare. Inga underarter finns listade i Catalogue of Life.